# Ma Kết (chòm sao)
Chòm sao Ma Kết (摩羯) hay Nam Dương (南羊) (tiếng La Tinh: Capricornus), biểu tượng  là một trong mười hai chòm sao hoàng đạo, nằm phía tây đối với chòm sao Nhân Mã, phía đông nam đối với chòm sao Bảo Bình, là một trong 48 chòm sao Ptolemy.
Chòm sao này còn có tên Ma Kết, Kết Toà, Sơn Dương Tòa, Nam Dương.

## Tên gọi

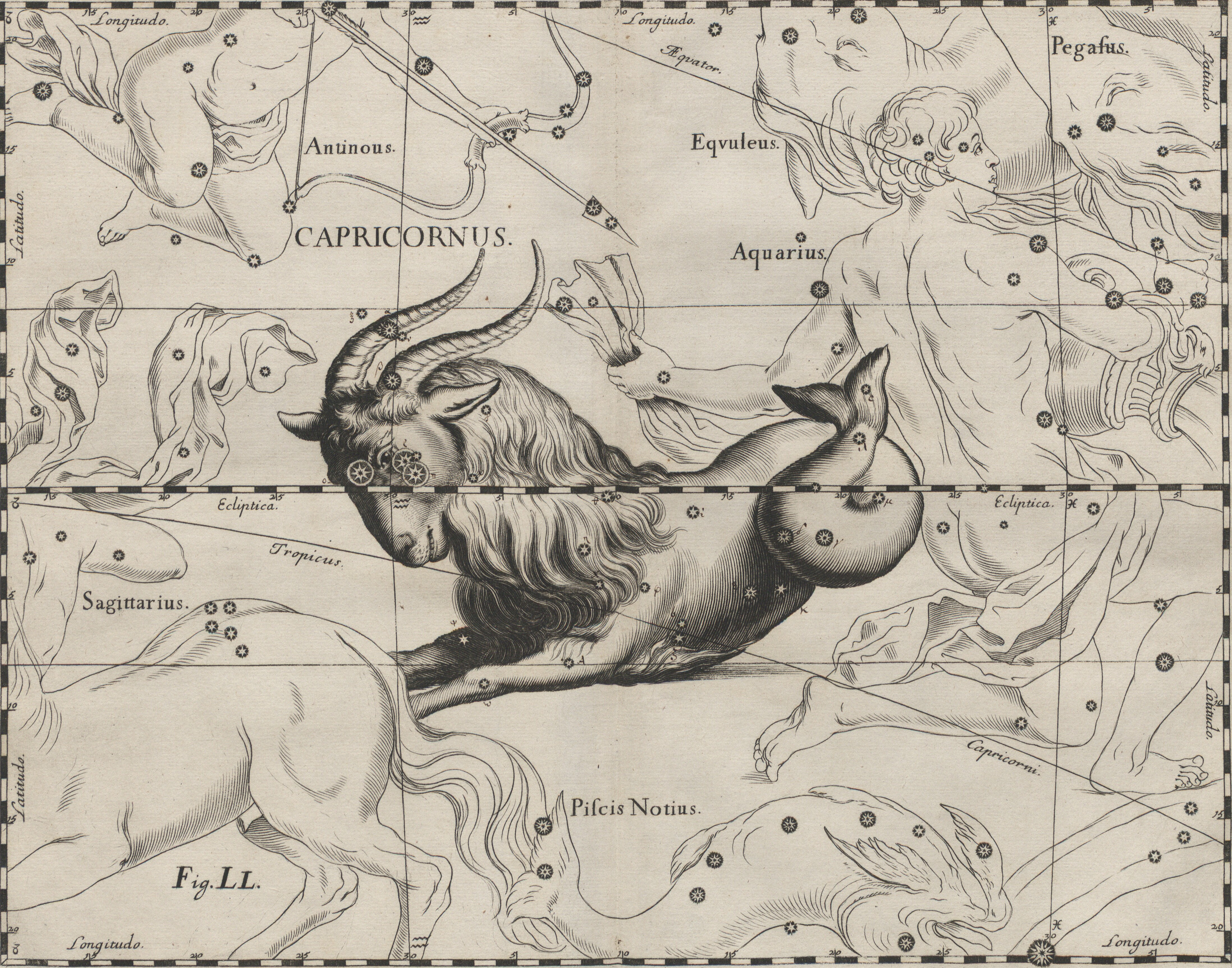
Hình ảnh thần Pan

Người Hy Lạp cổ gọi thần của rừng, của đồng cây, đàn thú và của những người chăn thú là Pan, người Roma gọi là Faun. Vì hình dáng của Pan ghê sợ, nên Pan thường lẩn tránh nơi rừng núi và hay chơi kèn. Pan hay chơi nhạc cho các nữ thần Nymfa (tiếng Hy Lạp: Nymfai) nhảy múa vào những đêm sáng. Hình thù của Pan với bộ râu dài, đầu có sừng làm con người sợ hãi, nhưng Pan là biểu tượng của lòng mến khách hiền hòa. Khi ở một mình trong rừng hay nơi vắng, Pan còn hay hãi sợ vô lý, vì thế ngày nay trong một số ngôn ngữ có từ hãi sợ có nguồn gốc từ tên Pan (tiếng Anh: panic, tiếng Slovak: panický v.v...). Trong các bản đồ sao cổ, Pan thường xuất hiện như một con thú đuôi cá, đầu và mình dê. Người Babylon gọi là Cá Dê. Có thể giải thích sự xuất hiện của hình ảnh này có từ 2000 năm trước, khi mùa mưa của các miền Cận Đông và Địa Trung Hải bắt đầu khi Mặt Trời đi ngang qua chòm sao này.
Truyền thuyết kể rằng, ngày xưa khi Pan đang uống rượu với bạn bè thì con quỷ Typhon trăm đầu nhảy đến. Vì sợ quá mỗi người chạy trốn một nơi và biến thành một con thú nào đó. Pan muốn biến thành cá, nhảy xuống nước, nhưng sợ quá nên không nhúng hết mình xuống nước. Vì thế phần thì thành cá, phần thì thành dê. Zeus tống quỷ Typhon xuống núi lửa Etna còn Pan được đưa lên trời.

## Đặc điểm
Sao sáng nhất trong chòm sao Ma Kết, Deneb Algedi (α Cap) là sao đôi quang học, bao gồm sao alfa1 với tên riêng Giedi, Algiedi hay Prima Giedi và sao alfa2 với tên riêng Secunda Giedi. Alfa1 có cấp sao biểu kiến 4,2m, alfa2 sáng hơn, với cấp sao biểu kiến 3,6m, nằm ở khoảng cách biểu kiến cách alfa1 khoảng 6′ (độ cung). Trong điều kiện quan sát tốt, hai sao thành phần này của sao đôi Deneb Algiedi có phân biệt bằng mắt thường. Cả hai sao có cùng hạng phổ G. Thực tế hai sao này không có quan hệ vật lý với nhau, alfa1 nằm xa hơn nhiều so với khoảng cách của alfa2 đến Trái Đất.
Sao β Cap trong tiếng La Tinh là Dabih, tiếng Ả Rập là Sadalzabih. Những sao sáng khác trong chòm sao này cũng có tên riêng như γ Cap mang tên Nashira, δ Cap là Deneb Algiedi.
Trong chòm sao này không có nhiều các thiên thể sáng đặc biệt ngoại trừ cụm sao cầu M30, nằm cạnh ζ Cap, cách Trái Đất 40000 ly với nhân cầu có mật độ sao cao. Cấp sao biểu kiến chung của M30 khoảng 8m.